# Tjustleden

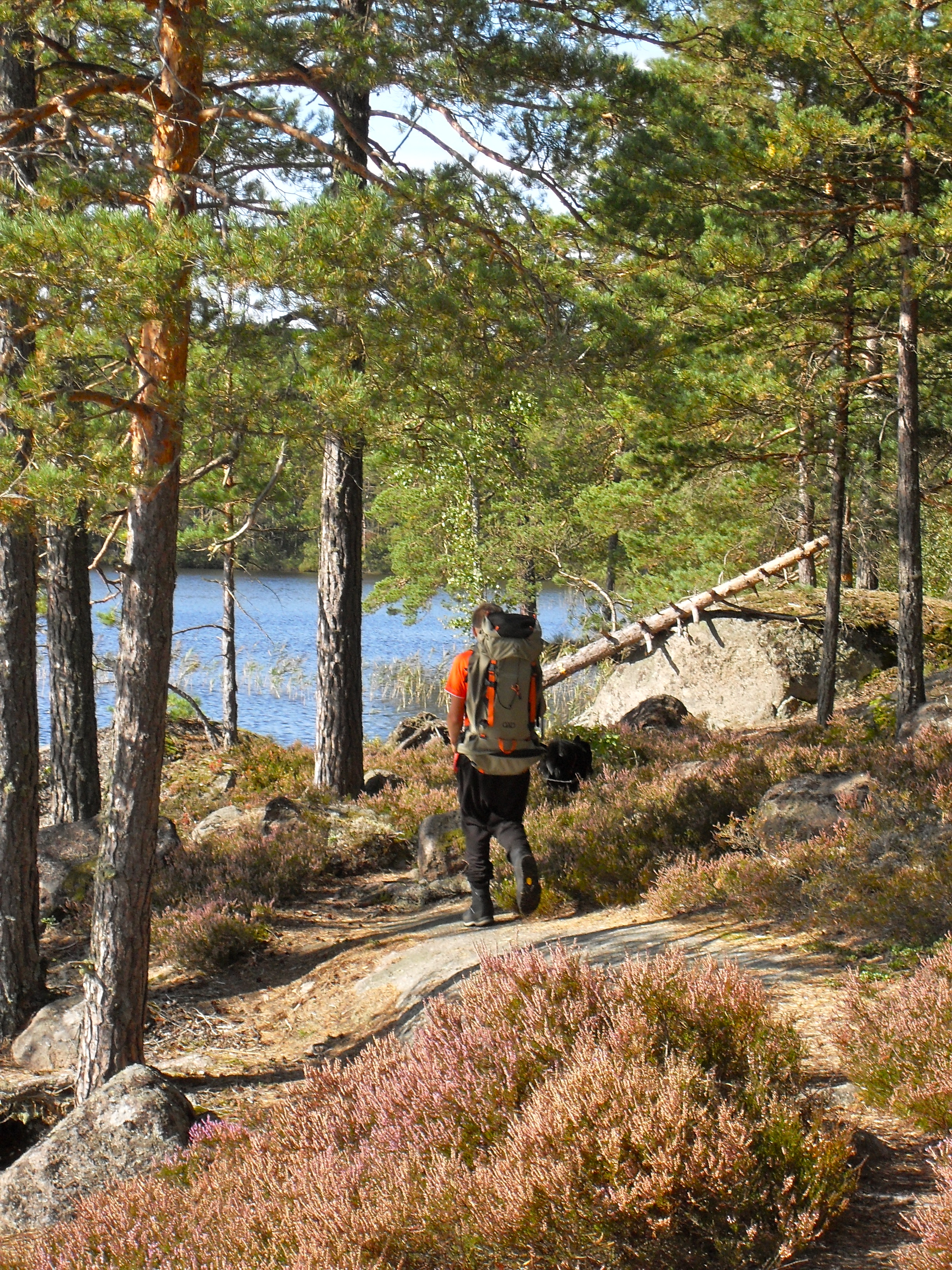
Wanderer auf dem sommerlichen Tjustleden

Der Tjustleden ist ein circa 200 km langer Fernwanderweg im Gebiet Tjust in der Gemeinde Västervik im schwedischen Småland. Der gesamte Weg ist nur als Mehrtageswanderung mit Trekkingausrüstung zu laufen. Der Weg verläuft meistens auf kleinen Pfaden im Inland ohne alpine Schwierigkeiten. Übernachtungsmöglichkeiten bieten einfache Schutzhütten (vindskydd) und eine Hütte bei Hallingeberg.
Mit dem im Süden anschließenden Ostkustleden und dem Östgötaleden im Norden ist der Weg Teil eines größeren Wanderstreckennetzes.
Der Wanderweg wurde von der  Naturskyddsföreningen i Tjust gebaut, der Unterhalt des Weges erfolgt weiterhin ehrenamtlich.

## Etappen
- Etappe 1: Mörtfors Getterum – Getgölen 19 km
- Etappe 2: Getgölen – Hjorted – Svartström 18 km
- Etappe 3: Svartström – Lunds by – Mjössjön 20 km
- Etappe 4: Mjösjön – Hjorten – Törnsfall  12 km
  - Etappe 4a: Törnsfall – Gagern – Marsbäck (Västervik) 8 km
- Etappe 5: Törnsfall – Almvik – Hallingeberg 21 km
- Etappe 6: Hallingberg – Karrum – Odensvi 21 km
- Etappe 7: Odensvi – Dalhelm – Djörndalen 20 km
- Etappe 8: Björndalen – Möckelhult – Lermon 15 km
  - Etappe 8a: Verbindungsweg nach Överum 7 km
- Etappe 9: Lermon – Kolsebro – Falerum 13 km
- Etappe 9a: Verbindungsweg nach Ukna 4 km